# 柳豸
柳豸（1443年—1498年），字廷直，號憨菴，河南開封府睢州人，匠籍。明朝政治人物。

## 生平
河南鄉試第二十一名。成化八年（1472年）壬辰科會試第一百五十七名，殿試登進士第三甲第四名。授山西襄垣知縣，貶丞岐山，再貶會川衞知事。弘治元年，再次擔任高平縣知縣，因母老乞求歸鄉，五十歲去世。

## 家族
曾祖父柳奉春。祖父柳景良。父亲柳真。